# کاناپه لب‌های می وست

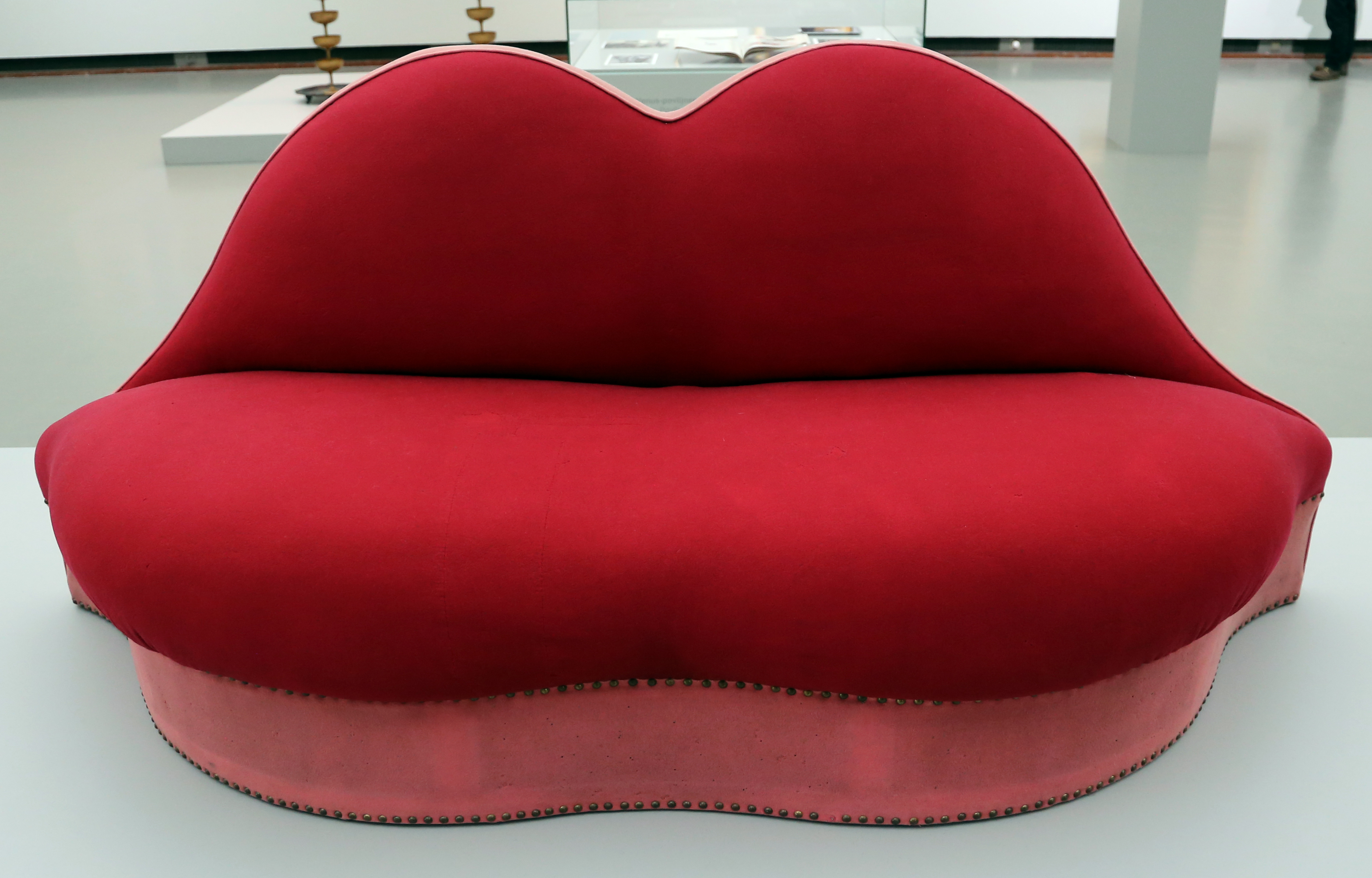
به نمایش درآمده در موزهٔ بویمانس فان بنینگن، روتردام، ۲۰۱۷ میلادی

کاناپه لب‌های می وست (به انگلیسی: Mae West Lips Sofa) مجسمه‌ای سورئالیستی به شکل کاناپه اثر سالوادور دالی است. مبلمان نشیمن به رنگ قرمز روشن، با ابعاد ۱۱۰ × ۱۸۳ × ۸۱٫۵ سانتی‌متر (۴۳ اینچ × ۷۲ در ۳۲ اینچ) ساخته شده از فوم پلی‌اورتان با روکش قرمز پولیدور (نوعی جلا) در سال ۱۹۷۲ میلادی به شکل لب‌های بازیگر هالیوودی می وست، که ظاهراً دالی او را جذاب می دانست. دالی هرگز در نظر نگرفته بود که از کاناپه برای استفادۀ کاربردی استفاده کند. او همچنین ادعا کرد که تا حدی ایدۀ طراحی کاناپه را از روی توده‌ای از صخره‌ها در نزدیکی کاداکس و پورتلیگا گرفته است، جایی که سال‌ها با همسرش گالا الوارد دالی اقامت داشت. این کاناپه در سال ۱۹۷۳ میلادی توسط طراحی بوکاچیو که با نام طراحی بی‌دی بارسلونا نیز شناخته می‌شود، تولید شد.
ادوارد جیمز، حامی ثروتمند بریتانیایی سوررئالیست‌ها در دهۀ ۱۹۳۰ میلادی، در ابتدا این قطعه را به دالی سفارش داد. اکنون بخشی از مجموعه‌های هنری موزۀ بویمانس فان بنینگن در روتردام است و تا نوامبر ۲۰۲۱ میلادی به ته پاپا تونگاروا در ولینگتون امانت داده شده بود. نسخۀ دیگری در تئاتر و موزۀ دالی در فیگرس، کاتالونیا، اسپانیا به نمایش گذاشته شده‌ است. یک نسخۀ متعلق به موزۀ ویکتوریا و آلبرت است که نمونۀ دیگری را در نمایشگاه ۲۰۰۷ میلادی «اشیاء سورئال: سورئالیسم و طراحی» به نمایش گذاشته‌ است، در حالی که نسخۀ دیگری در موزۀ برایتون به نمایش گذاشته شده‌ است.